# Неокомуністична партія Радянського Союзу
Неокомуністична партія Радянського Союзу (НКПРС) — підпільна ліворадикальна організація, що існувала в СРСР з вересня 1974 року по січень 1985 року. Сучасні дослідники вважають НКПРС однією з перших організацій «нових лівих» в СРСР. Втім, австрійський дослідник Ганс Азенбаум, що він займався ідеологією НКПРС, розглядає цю партію як таку, що орієнтується на «третій шлях», як його розуміли в 1960-ті — 1970-ті роки, тобто не капіталізм, але й не «реальний соціалізм».